# Бокораш (монета)
«Бокора́ш» — пам'ятна монета номіналом 5 гривень, випущена Національним банком України, присвячена професії бокораша (плотогона, сплавника), яка вимагала неабиякої сили та спритності. Лісозаготівля проводилася на Поліссі та в Карпатах, де цей промисел був розвинутий ще до 50-х років минулого століття.
Монету введено в обіг 28 липня 2009 року. Вона належить до серії «Народні промисли та ремесла України».

## Опис монети та характеристики
| Номінал грн. | Метал      | Маса, г | Діаметр, мм | Якість виготовлення       | Гурт     | Тираж, штук |
| ------------ | ---------- | ------- | ----------- | ------------------------- | -------- | ----------- |
| 5            | нейзильбер | 16,54   | 35,0        | спеціальний анциркулейтед | рифлений | 45 000      |

### Аверс
На аверсі монети угорі розміщено малий Державний Герб України, під яким стилізований напис — «НАЦІОНАЛЬНИЙ/ БАНК/ УКРАЇНИ», у центрі — стилізоване зображення двох птахів, ліворуч і праворуч — карпатський пейзаж зі смереками, хатинами та колодами, унизу — напис «5»/ «ГРИВЕНЬ»/ «2009».

### Реверс

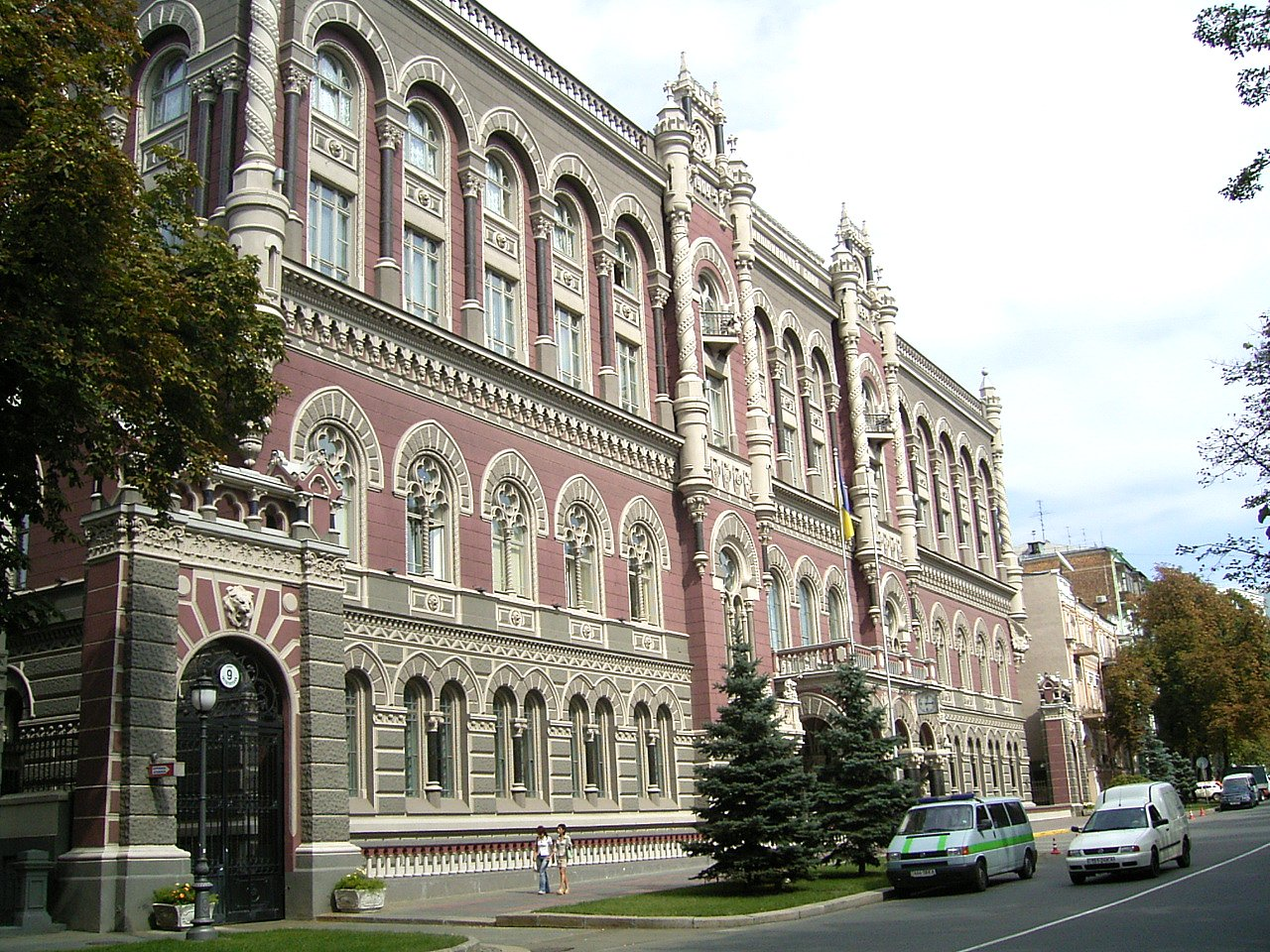
Будівля Національного банку України

На реверсі монет зображено постать бокораша з цапиною в руках, який спрямовує пліт униз по річці, з обох боків від нього — традиційний карпатський орнамент, угорі на стилізованому під торець колод тлі розміщено напис «БОКОРАШ».

## Автори
- Художники: Таран Володимир, Харук Олександр, Харук Сергій.
- Скульптори: Дем'яненко Анатолій, Іваненко Святослав

## Вартість монети
Ціна монети — 20 гривень була вказана на сайті Національного банку України в 2012 році.
Фактична приблизна вартість монети, з роками змінювалася так:
| Рік        | 2010 | 2011 | 2012 | 2013 | 2014 | 2015 | 2016 | 2017 | 2018 | 2019 | 2020 | 2021 | 2022 | 2023 | 2024 | 2025 |
| ---------- | ---- | ---- | ---- | ---- | ---- | ---- | ---- | ---- | ---- | ---- | ---- | ---- | ---- | ---- | ---- | ---- |
| Ціна, грн. | 25   | 25   | 25   | 30   | 29   | 42   | 52   | 65   | 75   | 80   | 85   | 95   | 115  | 230  | 320  | 350  |